# Hochschulen im Fürstentum Liechtenstein
Das Fürstentum Liechtenstein verfügt seit dem Inkrafttreten des Gesetzes über Fachhochschulen, Hochschul- und Forschungsinstitute vom 25. November 1992 formell über einen tertiären Bildungsbereich. Am 21. Januar 2005 trat das Gesetz über das Hochschulwesen (Hochschulgesetz; HSG) in Kraft, das die Aufgaben und Stellung von Hochschulen in Liechtenstein regelt.
Gegenwärtig gibt es folgende Hochschuleinrichtungen in Liechtenstein:
- Internationale Akademie für Philosophie (IAP), gegründet 1986[1]
- Liechtenstein-Institut (LI), gegründet 1986[2]
- Private Universität im Fürstentum Liechtenstein (UFL), gegründet 2000[3]
- Universität Liechtenstein, gegründet 1961[4]